# Tým sjednoceného Německa na Zimních olympijských hrách 1956
Německo na Zimních olympijských hrách v roce 1956 reprezentovala výprava 63 sportovců (52 mužů a 11 žen) v 8 sportech. Německo bylo zastoupeno na ZOH 1956 sportovci ze západního Německa (Spolková republika Německo (SRN)) a poprvé také z východního Německa (Německá demokratická republika (NDR)).

## Medailisté
| Medaile | Jméno            | Sport           | Soutěž                   |
| ------- | ---------------- | --------------- | ------------------------ |
| Zlato   | Ossi Reichertová | Alpské lyžování | Ženy obří slalom         |
| Bronz   | Harry Glaß       | Skoky na lyžích | Muži velký můstek (K-72) |